# Abbie Hoffman

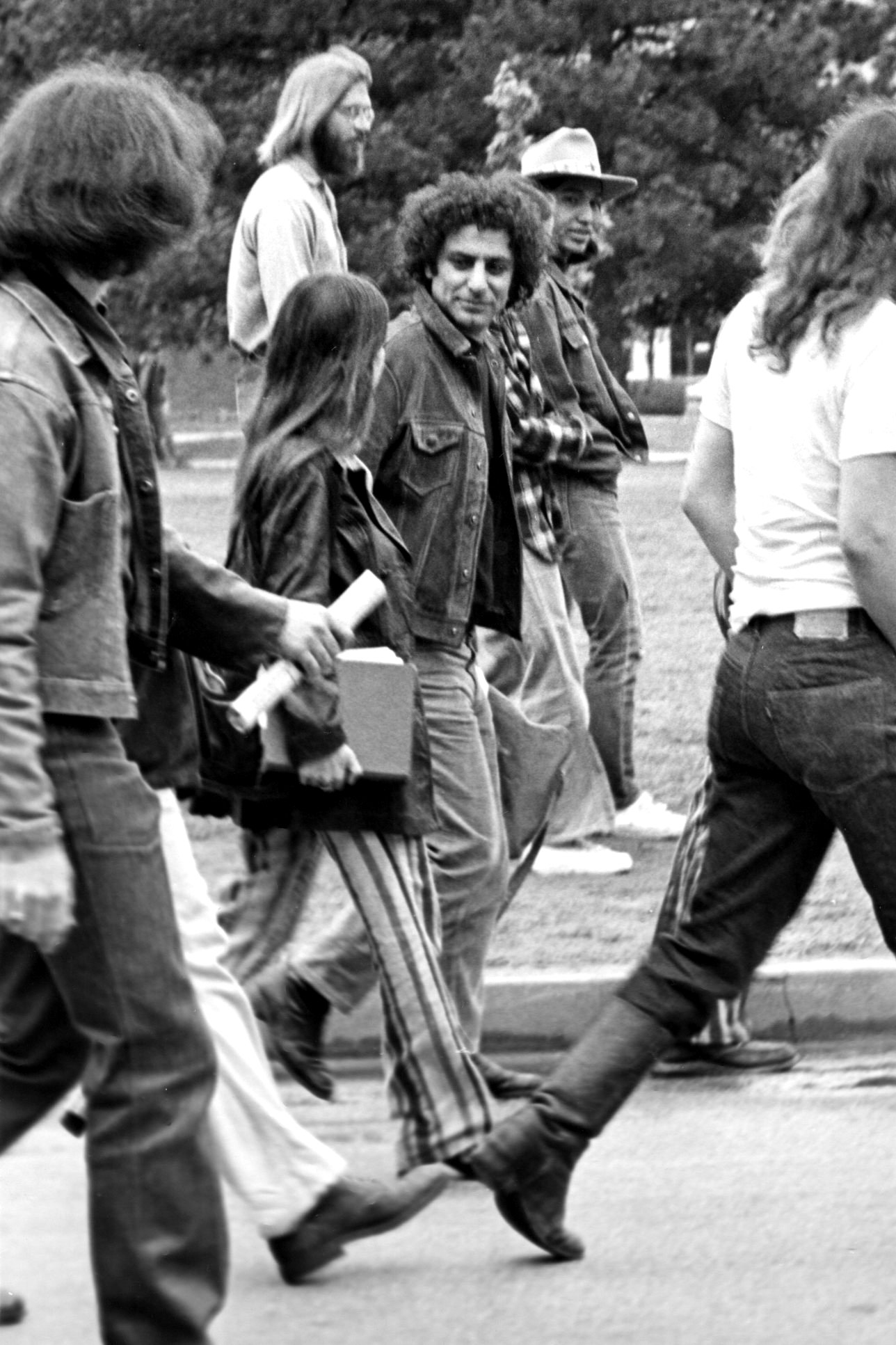
Abbie Hoffman auf einer Demonstration gegen den Vietnamkrieg (um 1969)

Abbott „Abbie“ Hoffman (* 30. November 1936 in Worcester, Massachusetts; † 12. April 1989 in New Hope, Pennsylvania) war ein Polit- und Sozial-Aktivist in den Vereinigten Staaten. Er war Mitgründer der Youth International Party („Yippies“) und später ein Flüchtling vor dem Gesetz, der aufgrund eines Urteils wegen Kokainhandels unter einem Decknamen lebte. Er wurde in den 1960er-Jahren bekannt und blieb ein Symbol der Jugendrebellion dieser Dekade.

## Leben
Hoffman absolvierte 1955 die Worcester Academy und dann 1959 die Brandeis University. Er studierte bei Herbert Marcuse, einem führenden (neo-marxistischen) Vertreter der Kritischen Theorie, welcher der Frankfurter Schule nahestand. Vor seinen Tagen als Yippie beteiligte sich Hoffman an dem Student Nonviolent Coordinating Committee (SNCC) und organisierte das „Liberty House“, welches Gegenstände verkaufte, um die amerikanische Bürgerrechtsbewegung in den Südstaaten der USA zu unterstützen.
Während des Vietnamkriegs war er ein aktiver Kriegsgegner. Er benutzte bewusst komödiantische und theatralische Taktiken, wie zum Beispiel die einer Massendemonstration, in der über 50.000 Personen versuchten, das Verteidigungsministerium der Vereinigten Staaten mittels Psychokinese schweben zu lassen. Hoffman gelang es auch, viele Hippies politisch zu aktivieren.
Einer seiner populärsten Proteste fand am 24. August 1967 statt. Er leitete eine Gruppe durch das Gebäude des New York Stock Exchange (NYSE), um u. a. gegen den Kapitalismus zu demonstrieren. Sie warfen von der Galerie aus Hände voll US-Dollar-Scheinen auf die sich darunter befindenden Börsenhändler. Diese bemühten sich, so viele Scheine wie möglich in ihren Besitz zu bringen. Hoffmans Protest hob metaphorisch hervor, was die NYSE-Makler seiner Meinung nach sowieso schon laufend taten. Die NYSE installierte daraufhin Barrieren, um diese Art des Protestes in Zukunft zu verhindern.
Hoffman wurde wegen Verschwörung und Mitverursachung eines Volksaufruhrs, infolge seines Mitwirkens bei Protesten, die zu gewalttätigen Konfrontationen mit der Polizei während der Democratic National Convention 1968 in Chicago führten, verhaftet. Er war Mitglied der Gruppe, die als die Chicago Seven bekannt wurde. Dieser Gruppe gehörten auch sein Yippie-Genosse Jerry Rubin sowie verschiedene andere Aktivisten an, unter anderem Tom Hayden. Abbie Hoffmans Gerichtspossen machten regelmäßig Schlagzeilen. Einmal erschienen die Angeklagten Hoffman und Rubin im Gerichtssaal in richterlichen Roben. Ein anderes Mal leistete er seinen Eid als Zeuge und formte seine Hand währenddessen zu einem Stinkefinger. Bei der Verkündung der Urteile, welche letztendlich alle wieder aufgehoben wurden, empfahl Hoffman dem Richter, es mit LSD zu versuchen, und bot ihm an, ihn mit einem Dealer bekannt zu machen.
Beim Woodstock-Festival 1969 unterbrach Hoffmann die Aufführung der britischen Rockband The Who, indem er versuchte, eine Protestrede gegen die Gefangennahme von John Sinclair von der White Panther Party zu halten. Der Who-Gitarrist Pete Townshend schlug ihn mit einem gezielten Schlag seiner Gitarre von der Bühne. Townshend sagte später, dass er bezüglich Sinclairs Gefangennahme mit Hoffman einer Meinung war.
Hoffman blieb ein einflussreicher, radikaler Journalist. Sein Artikel im Playboy (Oktober 1988), welcher die Verbindungen im October Surprise skizzierte, brachte das angebliche Komplott erstmals zu einer weitreichenden Beachtung durch die amerikanische Leserschaft. 
Abbie Hoffman ist der Autor von Steal This Book, einer kommerziell erfolgreichen Anleitung, außerhalb des „etablierten Systems“ zu leben. Andere Titel waren unter anderem Fuck the System, Revolution for the Hell of It, Woodstock Nation, seine 1980 erschienene Autobiographie Soon to Be a Major Motion Picture, und sein letztes Buch, welches zwei Jahre vor seinem Tod publiziert wurde: Steal This Urine Test. Sein Leben wurde im Film Steal this Movie in Szene gesetzt.
Hoffman wurde am 12. April 1989 tot aufgefunden. Er starb an einer Tablettenüberdosis. Der Todesfall wurde als Suizid eingestuft.
Im 2020 veröffentlichten Film The Trial of the Chicago 7 wird er von Sacha Baron Cohen gespielt.